# Marchéville-en-Woëvre
Marchéville-en-Woëvre är en kommun i departementet Meuse i regionen Grand Est (tidigare regionen Lorraine) i nordöstra Frankrike. Kommunen ligger i kantonen Fresnes-en-Woëvre som tillhör arrondissementet Verdun. År 2022 hade Marchéville-en-Woëvre 68 invånare.

## Befolkningsutveckling
Antalet invånare i kommunen Marchéville-en-Woëvre
| Referens: INSEE |